# Zenobia (film)
Zenobia, conosciuto anche come It’s Spring again o Elephants Never Forget, è un film del 1939 diretto da Gordon Douglas. Il film originariamente doveva essere interpretato anche da Stan Laurel, ma - dopo che egli ruppe per una controversia il contratto con Hal Roach - vi apparve solo Hardy. Il film è il primo sonoro interpretato soltanto da Oliver Hardy, seguito da Dopo Waterloo (1949), assieme a John Wayne, e La gioia della vita (1950) di Frank Capra. Venne intitolato in Italia Ollio sposo Mattacchione.

## Trama
Stati Uniti, villaggio di Canterville, 1870. Ollio (dott. Henry Tibbett) è un bonario medico condotto, la cui figlia Mary è innamorata dell'erede della ricca famiglia del paese. La posizione sociale della giovane tuttavia è ritenuta troppo bassa perché la famiglia di lui approvi questo matrimonio.
Un giorno Ollio è chiamato dal dott. McClarke, direttore di un circodi strada, la di cui elegantemente Gelsomina (Zenobia nell'originale), è malata. Ollio la visita, e riesce a guarirà, ma l'elefantessa, riconoscente, inizia a seguirlo ovunque. Ciò genera scandali nel villaggio, la madre dello spasimante di Mary Tibbett paga il proprietario dell'animale perché faccia causa al medico, così da screditarlo del tutto. Il processo con Ollio imputato, e l'elefantessa che irrompe nell'aula, scatena il pandemonio.

## Versione italiana
Il film uscì col titolo Ollio sposo mattacchione, per fornire al pubblico una sorta di spin-off dei film di Laurel e Hardy. I titoli di testa furono completamente ridisegnati. Il film non fu doppiato integralmente, e ha una durata di 68 minuti.
In italiano l'elefantessa Zenobia venne ribattezzata Gelsomina, così che il senso del titolo andò completamente perduto. Poiché era improbabile vedere Ollio senza Stanlio, Carlo Croccolo, che doppiò il film, propose alcune modifiche: nella locandina l'elefante fu raffigurato con la bombetta, le scene riguardanti l'indipendenza americana furono tagliate, mentre nella scena dell'album di fotografie ne appare una di Stanlio, che in originale non appariva. Inoltre, nella versione inglese si era già provveduto ad affiancare ad Hardy un personaggio simile a quello di Laurel, una sorta di Stanlio al femminile: anche se questo ruolo fu affidato ad una donna, la signora Hardy, il risultato fu quantomeno simile, dato che essa risultava ingenua e apparentemente stupida proprio come Laurel, con l'unica differenza che in coppia con Laurel Hardy era sempre la spalla del duo e Laurel era l'inventore di gag, mentre qui questo ruolo viene preso a fasi alterne da Hardy e da sua moglie. Nel doppiaggio italiano la voce della signora Hardy è stata resa simile a quella di Stanlio.
Per molto tempo l'unica versione del film circolante in Italia fu quella colorizzata distribuita in VHS e trasmessa dalle reti Mediaset, della durata di circa 65 minuti. La Rai però a partire dal 2011 ha mandato in onda la versione integrale del film, nel bianco e nero originale.

## La questione degli interpreti
Stan Laurel fu licenziato dal produttore Hal Roach già nel 1935. Infatti già allora i due non andavano più d'accordo ed erano spesso soggetti a liti. Il produttore sosteneva che Laurel volesse essere troppo presente nella lavorazione dei film, distaccandosi troppo dal suo ruolo di attore, per arrivare a svolgere l'impiego di sceneggiatore, inventore di battute, montatore e addirittura regista dello stesso film. Gli elementi della troupe non erano in disaccordo con Laurel per questi interventi, che a volte miglioravano molto la qualità del film, ma a Roach ciò non andava giù.
Laurel venne poi riassunto quasi subito per la realizzazione de Gli allegri eroi, girato nello stesso anno. Infatti il produttore aveva compreso che le sue commedie, girate solo da Oliver Hardy, avrebbero fatto fiasco. D'altro canto Hardy era stato sempre una "spalla" degli attori principali in tutte le sue comiche, quindi recitare da solo come protagonista gli sarebbe risultato difficile o addirittura impossibile.
Il secondo licenziamento di Stan Laurel avvenne alla fine del 1938, liquidato sempre da Roach dopo la realizzazione del film-operetta Avventura a Vallechiara (Swiss Miss). Il patto stabilito da Roach e Laurel, dopo il suo rientro nel '35, che prevedeva l'ingente partecipazione di Laurel alla produzione di tutti i seguenti film che avrebbe girato con Hardy, non riusciva più ad essere valido.
Quindi Hardy girò da solo Zenobia, affiancato dalla presenza del comico Harry Langdon, che però non riusciva a creare delle situazioni abbastanza esilaranti come faceva Stanlio. Laurel, dopo aver girato assieme ad Hardy nel 1939 il film I diavoli volanti (The Flying Deuces), prodotto da Boris Morros per la RKO Pictures, ristipulò un nuovo contratto con Hal Roach. Era il 1940 e i due attori fecero appena in tempo a girare due film: Noi siamo le colonne (A Chump at Oxford) e C'era una volta un piccolo naviglio (Saps at Sea); poi Laurel & Hardy si separarono completamente da Roach per passare alla produzione della 20th Century Fox.